# Przekop (hydrotechnika)

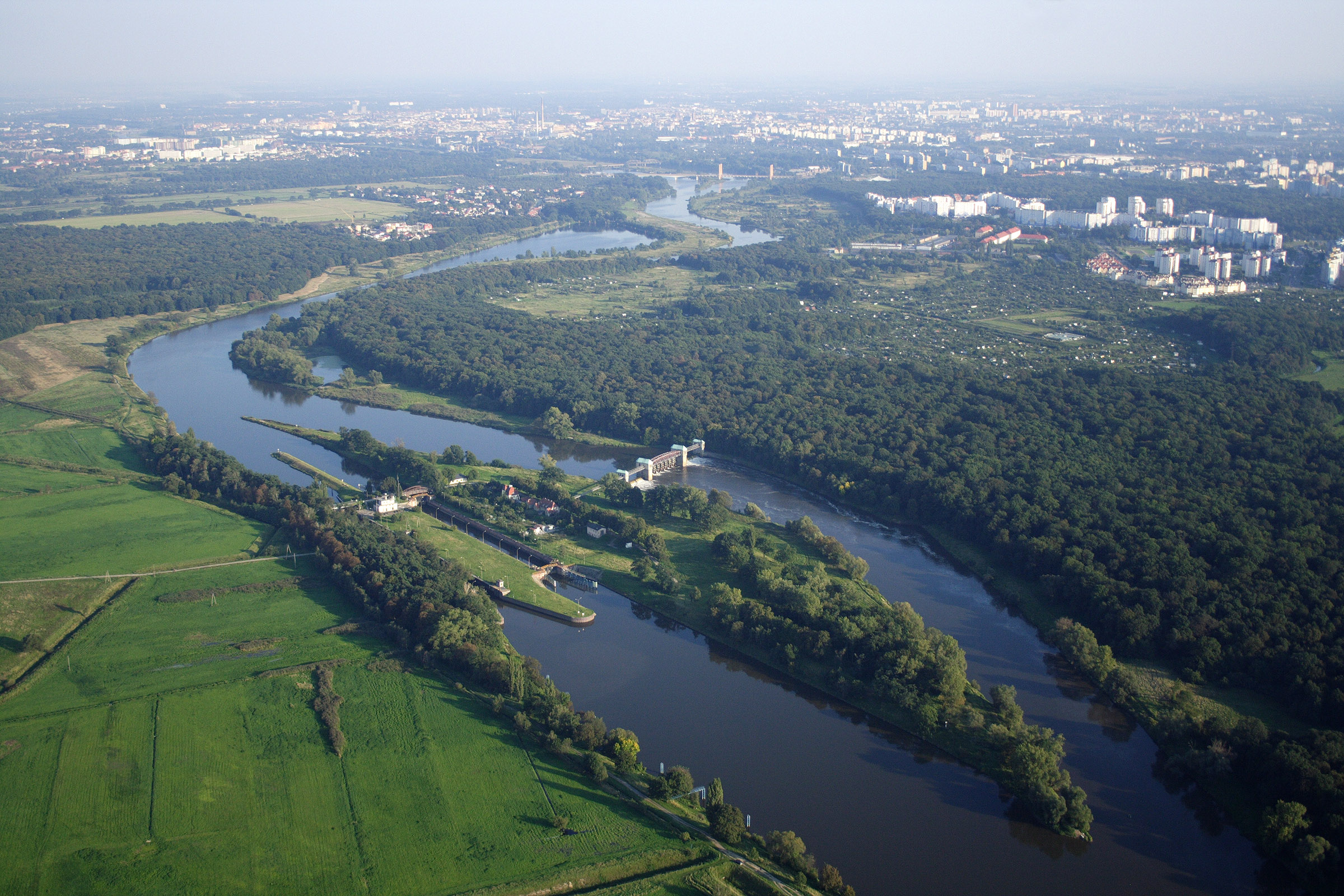
Stopień Wodny Rędzin (śluzy zlokalizowane w przekopie)

Przekop – kanał wodny wybudowany jako kanał żeglugowy skracający o stosunkowo niewielkiej długości. Literatura przedmiotu nie definiuje jednoznacznej długości granicznej, do której stosuje się taką nazwę dla kanału wodnego. Stosowanie tego określenia dotyczy krótkiego kanału wodnego, skracającego dla zakola rzeki lub innego cieku wodnego, stanowiącego w pewnym uogólnieniu cięciwę łuku tego zakola, łączącego dwa punkty danego cieku, co odpowiada ogólnemu rozumieniu pojęcia przekopu jako kanału wodnego łączącego określone punkty. 
Przykładami tego typu przekopów są np. we Wrocławskim Węźle Wodnym m.in. przekopy dla Śluz Rędzin, Śluzy Mieszczańskiej czy Śluzy Piaskowej. Nieco innym rodzajem przekopu jest Przekop Szczytnicki, który powstał dla potrzeb żeglugi równolegle do Starej Odry. W tym przypadku zarówno Stara Odra jak i Przekop Szczytnicki biorą swój początek w głównym korycie rzeki Odry biegnącym w kierunku Śródmiejskiego Węzła Wodnego. W biegu tego przekopu usytuowano Śluzę Szczytniki, umożliwiającą korzystanie z drogi wodnej przez Starą Odrę i Kanał Miejski (szlak boczny Odrzańskiej Drogi Wodnej), żeglugę przez Starą Odrę na wysokości tego przekopu uniemożliwia bowiem zlokalizowany tu Jaz Szczytniki.